# Eclipse RCP
Rich Client Platform (RCP) — подмножество Eclipse Platform, фреймворк общего назначения, который, в отличие от фреймворка инструментов разработчика, не содержит «Resources plug-in» и «UI», связанных с Resources.
Технология появилась в 3 версии Eclipse. Ранее в Eclipse IDE поддерживалась разработка плагинов только для расширения непосредственно среды разработки Eclipse. Тогда же взаимодействие плагинов было подчинено стандарту OSGi.
Идеология плагинов целиком пронизывает методику построения Eclipse IDE. По сути, есть модуль загрузчика, а вся остальная функциональность, включая ядро системы, реализована посредством плагинов. Это позволяет гибко собирать набор требуемых для работы модулей.
Удобство построения приложений при помощи данной технологии привело разработчиков к решению создать возможность построения таких приложений без использования всего базового набора Eclipse (eclipse-platform-3.0). В реальных прикладных приложениях нет необходимости включать, например, поддержку работы с редакторами или проектами.
Набор требуемой функциональности сильно зависит от разрабатываемого приложения.
Проект RCP был создан именно для обеспечения возможности создания приложений с использованием мощной универсальной оболочки при минимальном количестве требуемых плагинов.
Лицензия Eclipse Public License позволяет использовать созданные приложения в коммерческих целях. При этом мы получаем действительно мощный, мультиплатформенный и качественный инструмент с единым стильным интерфейсом.
Вместо привычного Java-программистам Swing-а графический интерфейс Eclipse RCP использует фреймворки SWT и JFace, а также собственные виджеты Eclipse.